# Àger (kommun)
Àger är en kommun i Spanien.   Den ligger i provinsen Província de Lleida och regionen Katalonien, i den nordöstra delen av landet, 400 km öster om huvudstaden Madrid. Antalet invånare är 593. Arean är 161 kvadratkilometer. Àger gränsar till Les Avellanes i Santa Linya, Camarasa, Os de Balaguer, Sant Esteve de la Sarga, Vilanova de Meià, Castell de Mur, Viacamp y Litera och Llimiana. 
Terrängen i Àger är kuperad söderut, men norrut är den bergig.